# オオタカネバラ
オオタカネバラ（大高嶺薔薇、学名: Rosa acicularis）は、バラ科バラ属の落葉低木。タカネバラの近縁種。別名、オオタカネイバラ。中国名は、刺薔薇。姿はカラフトイバラや日本特産のタカネバラに似るが、日本の中北部のほか、北米、ヨーロッパにも分布する。

## 特徴
樹高は1 - 1.5メートル (m) になり、枝はよく分枝する。枝には帯白色の刺針が多生する。托葉は幅広く、耳片の先端は尖る。葉は奇数羽状複葉で、5 - 7個の小葉からなる。小葉は、長さ約6.5センチメートル (cm) 、幅約3.5 cmと大きく、小柄をもち、長楕円形から楕円形になる。頂小葉の先端は鋭頭、側小葉はやや鈍頭になり、縁にはややあらい鋸歯があり、葉の羽軸に腺と小刺がある。
花期は6 - 7月。小枝の先端に1個、あるいは2個の花をつける。花の径は4 - 5 cm、紅紫色の5弁花で多数の黄色い雄蕊がある。小花柄は長さ約3 cmあり、細い刺が疎生する。果実は長さ2 cmの倒卵状狭紡錘形になり、黄赤色に熟す。

## 分布と生育環境
日本では、北海道、本州中北部の日本海側に分布し、高山帯、亜高山帯や冷気が吹き出す風穴地に生育する。周北極要素として北米・ユーラシア・ヨーロッパの高緯度地域に分布し、アジアでは、樺太、朝鮮北部、中国東北部、シベリア、カムチャツカに分布する。

## 利用
スイスでは、花からハーゲブッテン・コンフィテューレというジャムが作られる。

### 北アメリカ
カナダのアルバータ州の州花です。

## ギャラリー
- 果実 2010年9月